# Kangerlua
Kangerlua [kaˈŋɜɬːua] (nach alter Rechtschreibung Kangerdlua) ist eine grönländische Schäfersiedlung im Distrikt Narsaq in der Kommune Kujalleq.

## Lage
Kangerlua liegt am Nordufer einer gleichnamigen Bucht des Ikersuaq (Bredefjord). Die nächsten Schäfersiedlungen sind Nunataaq 6,2 km nordöstlich und Sillisit 8,5 km östlich. Der nächstgelegene größere Ort ist Qassiarsuk 12 km nordöstlich.

## Bevölkerungsentwicklung
Die Einwohnerzahl von Kangerlua bewegte sich in den letzten Jahrzehnten zwischen zwei und fünf Personen. Einwohnerzahlen der Schäfersiedlungen sind letztmals für 2013 bekannt. Kangerlua wird statistisch unter „Farmen bei Qassiarsuk“ geführt.